# اسب آبی مالت
اسب آبی مالت (نام علمی: Hippopotamus meltensis) نام یک گونه از تیره اسب‌آبیان است.